# Los-Angeles-Platz
Der Los-Angeles-Platz im Berliner Ortsteil Charlottenburg des Bezirks Charlottenburg-Wilmersdorf ist eine Grünanlage, die durch die Augsburger Straße, Rankestraße und Marburger Straße begrenzt wird und unter diesem Namen seit 1982 besteht.
Der Platz ist mit einer Tiefgarage unterbaut und befindet sich im Privatbesitz des Betreibers.

## Lage im Stadtraum

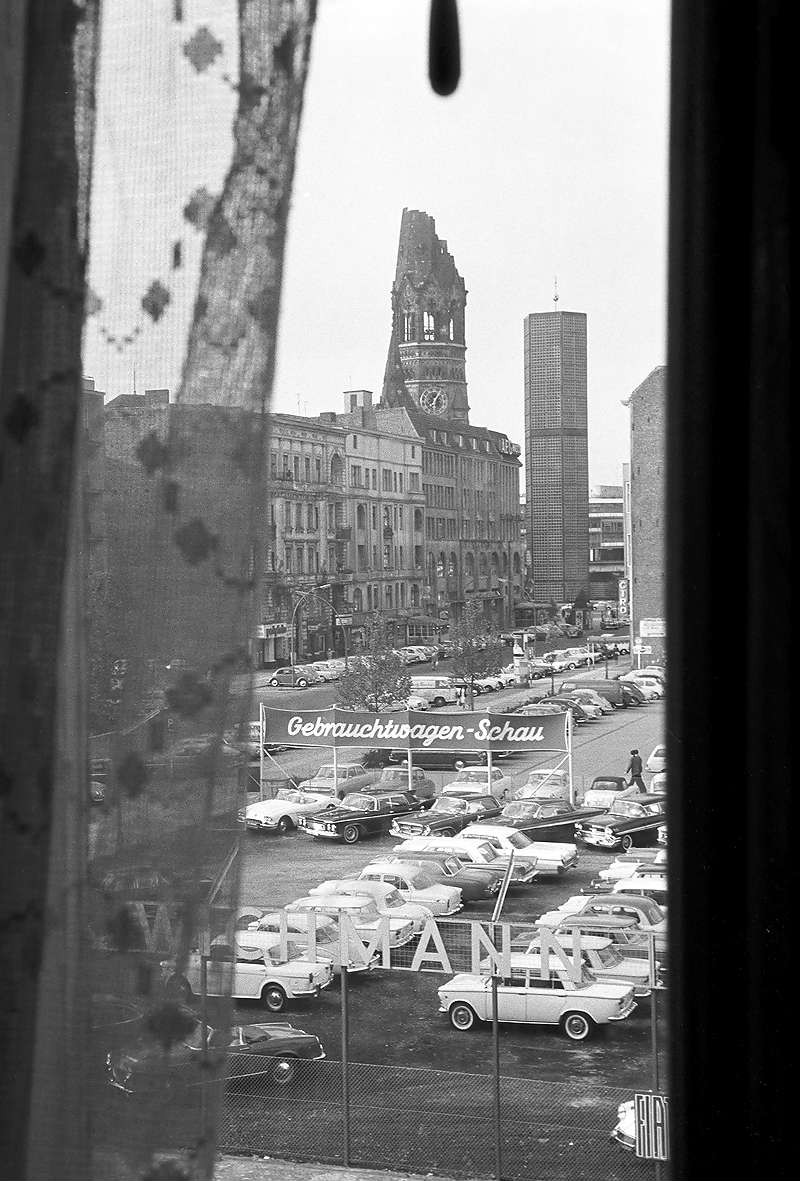
Blick entlang der Rankestraße über den späteren Los-Angeles-Platz, 1965

Der Los-Angeles-Platz bildet die unmittelbare Rückseite eines Häuserblocks der Tauentzienstraße, der zum Platz hin vollständig begrenzt wird durch die einzige Adresse des Platzes, ein Hotelgebäude. Neben dem bündig an der Nordseite gelegenen Hotel hat er daher nur drei Straßen als Begrenzung, nämlich im Süden die Augsburger Straße, im Westen die Rankestraße und östlicherseits die Marburger Straße.
Der Platz ist vollständig durch eine Tiefgarage unterbaut, die Einfahrt erfolgt von der Rankestraße, die Ausfahrt zur Marburger Straße.

## Geschichte
Ursprünglich stand auf dem Gelände des heutigen Platzes normale Wohnbebauung, die im Zweiten Weltkrieg allerdings weitestgehend beschädigt wurde. Noch in den 1950er Jahren standen einige Häuser auf dem Gelände. Später wurden diese abgerissen und wichen einem ersten Parkplatz für Ku’damm-Besucher. Ein Wettbewerb zur Neugestaltung fand 1978 statt. Siegreich war ein Entwurf von Urs Müller, Thomas Rhode und Hannelore Kossel, wobei Müller und Rhode für die Architektur verantwortlich waren und Hannelore Kossel für die Freiraumgestaltung. 1981 erhielt der Platz zugleich mit der Errichtung des Steigenberger Hotels durch Baumaßnahmen im Wert von 17 Millionen Mark seine jetzige Gestalt und 1982 seinen Namen nach der Berliner Partnerstadt Los Angeles. Das Hotelgebäude ist ein Entwurf des Architekten Manfred Pechtold.
Über mehrere Jahre wurde die Tiefgarage wie alle landeseigenen Garagen im Bezirk Charlottenburg vom City Dienst betrieben, einem Tochterunternehmen der Arbeitsgemeinschaft City. 1994 wurde dann durch den damaligen Senat die Privatisierung der durch das Land Berlin verwalteten und betriebenen Tiefgaragen beschlossen. Im Zuge dessen verkaufte die Stadt 1996 das Parkhaus an die Firma Contipark. Da seit mehreren Jahren die Drogenszene vom Bahnhof Zoo den Platz beherrschte, wurde auch der eigentliche Platz zum 1. Januar 1997 mit an Contipark verkauft. Seither wird der Park durch Sicherheitskräfte bewacht.
Der Verkauf des Parks wurde als Privatisierung des öffentlichen Raums kritisiert und führte zu Protesten bis hin zu Demonstrationen. Insbesondere die Zugangsbeschränkungen, die Contipark einführte (Verbot des Verzehrs von Speisen und Getränken, nächtliche Schließung des Parks durch symbolische Schranken) lösten Widerspruch aus. Der Betrieb des Hotels Steigenberger am Los-Angeles-Platz wurde 2021 eingestellt, 2023 wurde es als Hotel DoubleTree der Hotelkette Hilton wiedereröffnet. Der Los-Angeles-Platz ist eingetragenes Kulturdenkmal.